# 林佳陵
林佳陵（6月8日—），曾屬於凱渥模特兒經紀公司旗下的模特兒，現在沒有簽約任何經紀公司。台湾綜藝節目主持人，演員。

## 影視作品

### 戲劇
- 2013年小小傳奇

### 電影
- 2010年美麗密令
- 2012年絕色武器  -  艾菲
- 2012年Z-108棄城
- 2014年甜蜜杀机  -  秦燕慧

## MV
- 黃立行：《成吉思汗》
- 周杰倫：《超跑女神》
- 蔡依林：《I'm Not Yours》

## 電視廣告
- 小林髮廊

## 雜誌
- VOGUE
- GQ
- FASHION QUEEN
- BAZAAR 時尚芭莎
- 柯夢波丹